# Sing Sing (film, 1983)
Pour les articles homonymes, voir Sing Sing.
Pour plus de détails, voir Fiche technique et Distribution.
Sing Sing est un film italien réalisé par Sergio Corbucci, sorti en 1983.

## Fiche technique
- Titre : Sing Sing
- Réalisation : Sergio Corbucci
- Scénario : Sergio Corbucci, Franco Ferrini et Enrico Oldoini
- Photographie : Alessandro D'Eva
- Montage : Ruggero Mastroianni
- Musique : Armando Trovajoli
- Production : Mario Cecchi Gori et Vittorio Cecchi Gori
- Pays d'origine : Italie
- Genre : comédie
- Date de sortie : 1983

## Distribution
- Adriano Celentano : Alfredo « Boghy »
- Enrico Montesano : Edoardo
- Marina Suma : Linda
- Angela Goodwin
- Désirée Nosbusch : Touriste
- Vanessa Redgrave : la Reine
- Mario Donatone